# Aleksandar Živanović (giocatore di football americano)
Aleksandar Živanović (...) è un giocatore di football americano serbo, che gioca nel ruolo di defensive back per i Dickinson Red Devils.